# المكتبة اللورنتية

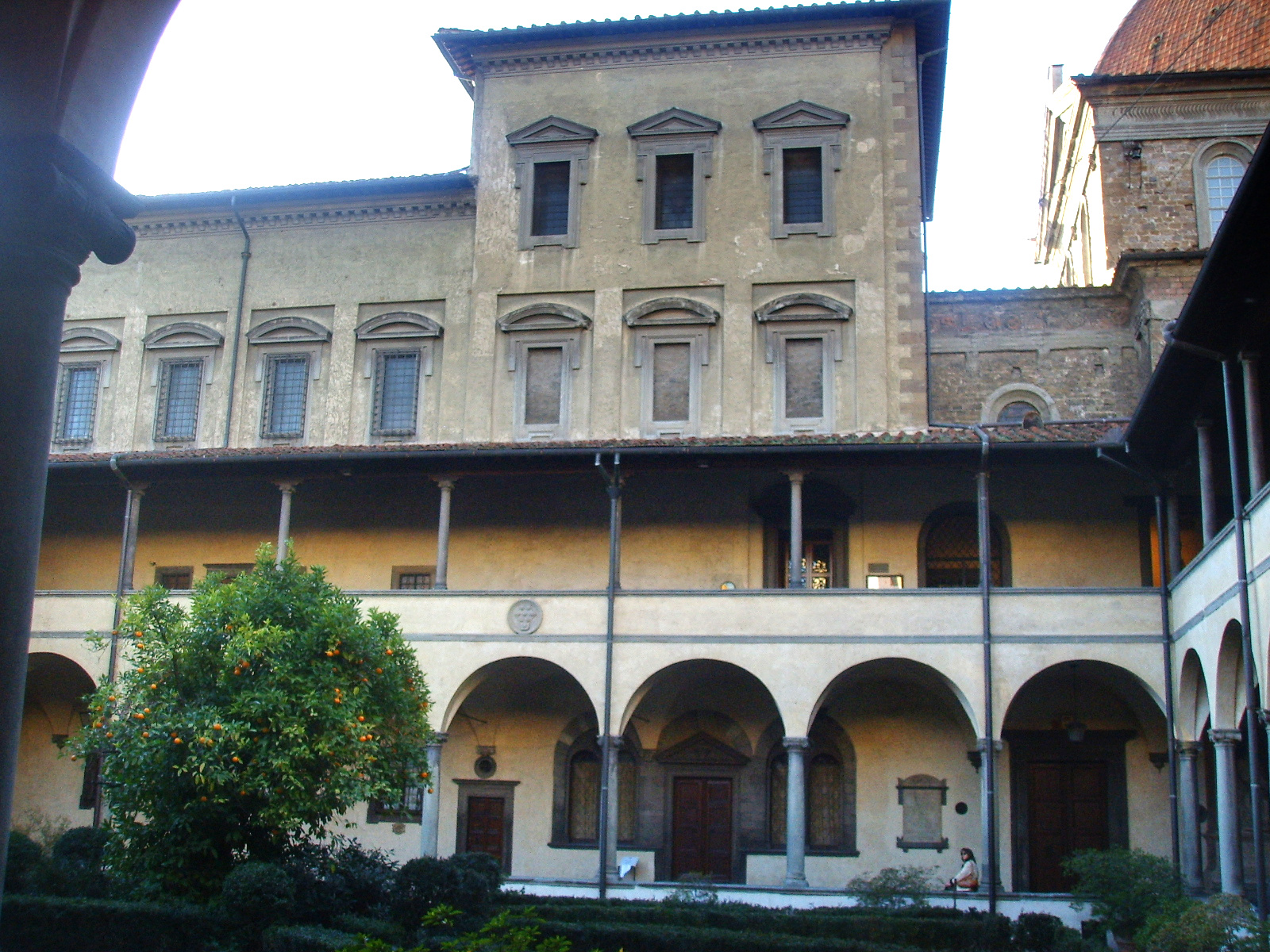
المكتبة اللورنتية.

المكتبة اللورنتية هي مكتبة تاريخية تقع في فيرنتسه بإيطالية.
تم بناء المكتبة في القرن السادس عشر ميلادي وصممها مايكل أنجلو، وافتتحت المكتبة سنة 1571 م. تضم خزانة المكتبة نحوا من 11 ألف مخطوط نادر و 4500 كتاب قديم. من بين هذه المجموعة يوجد 604 مخطوط إسلامي، منها حوالي 430 بالعربي، و 83 بالفارسي و 91 بالتركية.
قام أسطفان إيفود السمعاني بوضع فهرس للمكتبة اللورنتية ونشرت سنة 1742 م. إلا أن أكثر المعلومات في هذا الفهرس خاطئة.